# Maretullvattnet
Maretullvattnet är en sjö i Strömsunds kommun i Jämtland och ingår i Ångermanälvens huvudavrinningsområde. Sjön har en area på 0,188 kvadratkilometer och ligger 557,1 meter över havet. Maretullvattnet ligger i Gråberget-Hotagsfjällen Natura 2000-område.

## Delavrinningsområde
Maretullvattnet ingår i det delavrinningsområde (711883-145749) som SMHI kallar för Utloppet av Maretullvattnet. Medelhöjden är 594 meter över havet och ytan är 1,3 kvadratkilometer. Det finns inga avrinningsområden uppströms utan avrinningsområdet är högsta punkten. Vattendraget som avvattnar avrinningsområdet har biflödesordning 6, vilket innebär att vattnet flödar genom totalt 6 vattendrag innan det når havet efter 273 kilometer. Avrinningsområdet består mestadels av skog (85 procent). Avrinningsområdet har 0,19 kvadratkilometer vattenytor vilket ger det en sjöprocent på 14,5 procent.